# 1799
| [ Edytuj tabelę ]              | |
| Emir Afganistanu               | - 1793 Zaman Szah Durrani 1801                                                                                                  |
| Współksiążęta Andory           | - 1797 Francesc Antoni de la Dueña y Cisneros 1812                                                                              |
| Arcyksiążę Austrii             | - 1792 Franciszek II Habsburg 1804                                                                                              |
| Elektor Bawarii                | - 1777 Karol Teodor 1799 - 1799 Maksymilian IV Józef 1805                                                                       |
| Sułtan Brunei                  | - 1796 Muhammad Tajuddin 1807                                                                                                   |
| Cesarz Chin                    | - 1796 Jiaqing 1820 |
| Król Czech                     | - 1792 Franciszek II Habsburg 1835                                                                                              |
| Król Danii                     | - 1766 Chrystian VII 1808 |
| Dalajlama                      | - 1758 Jamphel Gjaco 1804 |
| Cesarz Francuzów               | - 1799 Napoleon Bonaparte 1814                                                                                                  |
| Król Gruzji                    | - 1798 Jerzy XII 1800 |
| Król Hiszpanii                 | - 1788 Karol IV 1808 |
| Szach Iranu                    | - 1797 Fath Ali Szah 1834 |
| Państwo Wielkich Mogołów       | - 1759 Shah Alam II 1806 |
| Król Irlandii                  | - 1760 Jerzy III Hanowerski 1820                                                                                                |
| Cesarz Japonii                 | - 1779 Kōkaku 1817 |
| Kalif                          | - 1789 Selim III 1807 |
| Patriarcha Konstantynopola     | - 1798 Neofit VII 1801 |
| Władca Korei                   | - 1776 Chŏngjo 1800 |
| Emir Kuwejtu                   | - 1762 Abd Allah I 1814 |
| Książę Liechtensteinu          | - 1781 Alojzy I 1805 |
| Sułtan Maroka                  | - 1792 Maulaj Sulajman 1822 |
| Król Nepalu                    | - 1777 Rana Bahadur 1799 - 1799 Girvan Yudha 1816                                                                               |
| Premier Nepalu                 | - 1799 Damodar Pande 1804 |
| Król Norwegii                  | - 1784 Fryderyk VI 1814 |
| Sułtan Omanu                   | - 1792 Sultan ibn Ahmad 1804 |
| Elektor Palatynatu             | - 1742 Karol IV Teodor 1799 - 1799 Maksymilian Józef 1803                                                                       |
| Papież                         | - 1775 Pius VI 1799 |
| Książę Parmy i Piacenzy        | - 1765 Ferdynand 1802 |
| Król Portugalii                | - 1777 Maria I 1816 |
| Król Prus                      | - 1797 Fryderyk Wilhelm III 1840                                                                                                |
| Car Rosji                      | - 1796 Paweł I 1801 |
| Cesarz Rzymski (niemiecki)     | - 1792 Franciszek II Habsburg 1806                                                                                              |
| Kapitanowie Regenci San Marino | - 1798 Marino Giangi Vincenzo Belzoppi 1799 - 1799 Francesco Giannini Pietro Zoli 1799 - 1799 Camillo Bonelli Livio Casali 1800 |
| Elektor Saksonii               | - 1763 Fryderyk August III 1806                                                                                                 |
| Król Sardynii                  | - 1796 Karol Emanuel IV 1802 |
| Król Szwecji                   | - 1792 Gustaw IV Adolf 1809 |
| Król Tajlandii                 | - 1782 Buddha Yodfa Chulalok 1809                                                                                               |
| Sułtan Turków                  | - 1789 Selim III 1807 |
| Prezydent USA                  | - 1797 John Adams 1801 |
| Król Węgier                    | - 1792 Franciszek 1835 |
| Monarcha Wielkiej Brytanii     | - 1760 Jerzy III 1820 |
| Premier Wielkiej Brytanii      | - 1783 William Pitt Młodszy 1801                                                                                                |
| Cesarz Wietnamu                | - 1792 Cảnh Thịnh 1802 |

Rok 1799 / MDCCXCIX
stulecia: XVII wiek ~
XVIII wiek ~
XIX wiek

lata: 1789 «
1794 «
1795 «
1796 «
1797 «
1798 «
1799
» 1800
» 1801
» 1802
» 1803
» 1804
» 1809

## Wydarzenia w Polsce
- 28 marca – Michał Franciszek Karpowicz został pierwszym biskupem diecezji wigierskiej.
- 23 kwietnia – pruski oficer Friedrich Georg Tilly został prezydentem Warszawy.

## Wydarzenia na świecie
- 18 stycznia – Francuz Nicholas-Louis Robert opatentował pierwszą maszynę papierniczą.
- 23 stycznia:
  - wojska francuskie wkroczyły do Neapolu.
  - na terenie południowych Włoch powstała Republika Partenopejska.
- 25 stycznia – Amerykanin Eliakim Spooner opatentował siewnik rolniczy.
- 1 lutego – wyprawa Napoleona do Egiptu: Francuzi odnieśli zwycięstwo w Egipcie. Rozbito ostatnie oddziały mameluków.
- 9 lutego – Quasi-wojna amerykańsko-francuska: fregata USS „Constellation” pokonała i zdobyła w walce francuską fregatę „L’Insurgente”, jako pierwszy w historii okręt wojenny zaprojektowany i zbudowany w USA.
- 10 lutego – Napoleon Bonaparte rozpoczął wyprawę wojenną do Syrii.
- 6 marca – IV wojna z Królestwem Majsur: zwycięstwo wojsk brytyjskich w bitwie pod Seedaseer.
- 7 marca – wyprawa Napoleona do Egiptu: wojska napoleońskie zdobyły miasto Jaffa w Palestynie.
- 12 marca – II koalicja antyfrancuska: Austria wypowiedziała wojnę Francji.
- 15 marca – wyprawa Napoleona do Egiptu: zwycięstwo wojsk francuskich nad Turkami w bitwie pod Nablusem.
- 21 marca – II koalicja antyfrancuska: zwycięstwo wojsk austriackich w bitwie pod Ostrach.
- 25 marca – II koalicja antyfrancuska: zwycięstwo wojsk austriackich nad francuską Armią Dunaju w bitwie pod Stockach.
- 26 marca – II koalicja antyfrancuska: zwycięstwo wojsk austriackich w bitwie pod Legnago.
- 5 kwietnia:
  - IV wojna z Królestwem Majsur: wojska brytyjskie rozpoczęły oblężenie Seringapatam.
  - II koalicja antyfrancuska: zwycięstwo wojsk austriackich nad francuskimi w bitwie pod Magnano.
- 16 kwietnia – wyprawa Napoleona do Egiptu: wojska francuskie rozbiły przeważające siły tureckie w bitwie pod Górą Tabor.
- 26 kwietnia – II koalicja antyfrancuska: rozpoczęła się bitwa nad Addą.
- 27 kwietnia – II koalicja antyfrancuska: zwycięstwo wojsk austriacko-rosyjskich nad francuskimi w bitwie nad Addą.
- 4 maja – sułtan Tipu, władca królestwa Majsur w południowych Indiach, zginął podczas obrony swej stolicy Srirangapatna przed wojskami brytyjskimi.
- 21 maja – wyprawa Napoleona do Egiptu: zakończyło się nieudane francuskie oblężenie Akki.
- 4 czerwca – II koalicja antyfrancuska: rozpoczęła się I bitwa pod Zurychem.
- 7 czerwca – II koalicja antyfrancuska: zwycięstwo wojsk austriackich nad francuskimi w bitwie pod Zurychem.
- 17 czerwca – II koalicja antyfrancuska: rozpoczęła się bitwa nad Trebbią.
- 19 czerwca – II koalicja antyfrancuska: zwycięstwo wojsk rosyjsko-austriackich nad francuskimi w bitwie nad Trebbią.
- 15 lipca – Pierre-François Bouchard odkrył w egipskiej wiosce Rosetta (Rashid) starożytny kamień z Rosetty.
- 25 lipca – wyprawa Napoleona do Egiptu: zwycięstwo Francuzów nad Turkami w bitwie pod Abukirem.
- 15 sierpnia – II koalicja antyfrancuska: wojska francuskie poniosły klęskę w bitwie pod Novi.
- 23 sierpnia – Napoleon Bonaparte opuścił Egipt i rozpoczął powrót do Paryża.
- 19 września – II koalicja antyfrancuska: wojska francusko-holenderskie pokonały Rosjan i Brytyjczyków w bitwie pod Bergen aan Zee.
- 26 września – II bitwa pod Zurychem: zwycięstwo Francuzów nad koalicją antyfrancuską.
- 27 września – duński prokurator generalny Christian Colbjørnsen wydał dekret łagodzący cenzurę.
- 6 października – II koalicja antyfrancuska: zwycięstwo wojsk holendersko-francuskich nad brytyjsko-rosyjskimi w bitwie pod Castricum.
- 9 października – zatonął brytyjski żaglowiec HMS „Lutine” z 240 osobami na pokładzie, przewożący złoto wartości 1 200 000 funtów.
- 9–10 listopada – Napoleon Bonaparte dokonał zamachu stanu i przejął władzę we Francji (zamach stanu 18-19 Brumaire’a). Początek Konsulatu we Francji.
- 24 grudnia – Napoleon Bonaparte objął funkcję Pierwszego Konsula. We Francji uchwalono nową konstytucję.
- Powstanie drugiej koalicji antyfrancuskiej, złożonej z Wielkiej Brytanii, Austrii, Królestwa Neapolu, Rosji, Sardynii i Turcji.
- W Wielkiej Brytanii uchwalono ustawy zabraniające pod groźbą więzienia organizowania związków zawodowych.

## Urodzili się
- 1 stycznia – Andrzej Towiański, polski reformator religijny (zm. 1878)
- 6 stycznia – Ignacy Marceli Kruszewski, polski i belgijski generał (zm. 1879)
- 11 lutego – Bazyli Antoni Maria Moreau, francuski zakonnik, założyciel Braci Świętego Krzyża, błogosławiony katolicki (zm. 1873)
- 15 lutego – Piotr Steinkeller, polski przedsiębiorca (zm. 1854)
- 18 lutego – Philipp Johann Ferdinand Schur, niemiecki botanik, farmaceuta, chemik i fabrykant (zm. 1878)
- 8 marca – Simon Cameron, amerykański polityk, senator ze stanu Pensylwania (zm. 1889)
- 10 marca – Stanisław Jabłonowski, polski pionier przemysłu naftowego, uczestnik powstania listopadowego (zm. 1878)
- 16 marca – Anna Atkins, brytyjska botanik, fotograf (zm. 1871)
- 18 marca – Józef Święcicki, polsko pułkownik, uczestnik powstania listopadowego, emigrant (zm. 1868)
- 27 marca – Alessandro La Marmora, włoski generał, twórca bersalierów (zm. 1855)
- 18 kwietnia – Tymon Zaborowski, polski poeta, dramaturg, tłumacz, krytyk literacki (zm. 1828)
- 19 kwietnia – Wojciech Jastrzębowski, m.in. twórca ergonomii (zm. 1882)
- 4 maja – Jan Nepomucen Rostworowski, polski ziemianin, etnograf, pisarz, kompozytor, polityk (zm. 1847)
- 10 maja – Franciszek Gagelin, francuski misjonarz, męczennik, święty katolicki (zm. 1833)
- 14 maja – Karol Tangermann, polski urzędnik pochodzenia niemieckiego, pierwszy prezydent Łodzi (zm. 1844)
- 20 maja – Honoré de Balzac, francuski powieściopisarz (zm. 1850)
- 6 czerwca – Aleksandr Puszkin, rosyjski poeta (zm. 1837)
- 18 czerwca – William Lassell, angielski astronom (zm. 1880)
- 28 czerwca – Amelia Wirtemberska, księżna Saksonii-Altenburga (zm. 1848)
- 22 lipca – Paulina Jaricot, francuska Czcigodna Służebnica Boża, żałożycielka Żywego Różańca, tercjarka dominikańska (zm. 1862)
- 3 sierpnia – Carl Leopold Lohmeyer, niemiecki farmaceuta, autor pierwszego drukowanego przewodnika po Tatrach wyd. w 1842 r. (zm. 1873)
- 19 sierpnia – Maria Luisa Prosperi, włoska benedyktynka, stygmatyczka, błogosławiona katolicka (zm. 1847)
- 16 września – Franciszek Jaccard, francuski misjonarz, męczennik, święty katolicki (zm. 1838)
- 17 września – Maria Anna, księżniczka Wirtembergii, księżna Saksonii-Coburg-Gotha (zm. 1860)
- 18 września – Wacław Zaleski, polski poeta, folklorysta (zm. 1849)
- 4 października – Vincenz Priessnitz, śląski chłop, lekarz-samouk, w języku polskim od jego nazwiska wywodzi się słowo prysznic (zm. 1851)
- 11 października – Paula Montal, hiszpańska zakonnica, święta katolicka (zm. 1889)
- 17 października – Anna Zofia Sapieżanka, polska działaczka społeczna, filantropka (zm. 1864)
- 24 listopada – Heinrich Förster, niemiecki duchowny katolicki, biskup wrocławski (zm. 1881)
- data dzienna nieznana: 
  - Protazy Chŏng Kuk-bo, koreański męczennik, święty katolicki (zm. 1839)
  - (ur 1798 lub 1799) Wawrzyniec Han I-hyŏng, koreański męczennik, święty katolicki (zm. 1846)
  - Piotr Hong Pyŏng-ju, koreański męczennik, święty katolicki (zm. 1840)
  - Barbara Yi Chŏng-hŭi, koreańska męczennica, święta katolicka (zm. 1839)

## Święta ruchome
- Tłusty czwartek: 31 stycznia
- Ostatki: 5 lutego
- Popielec: 6 lutego
- Niedziela Palmowa: 17 marca
- Wielki Czwartek: 21 marca
- Wielki Piątek: 22 marca
- Wielka Sobota: 23 marca
- Wielkanoc: 24 marca
- Poniedziałek Wielkanocny: 25 marca
- Wniebowstąpienie Pańskie: 2 maja
- Zesłanie Ducha Świętego: 12 maja
- Boże Ciało: 23 maja